# 7 juin 1954
Le lundi 7 juin 1954 est le 158e jour de l'année 1954.

## Naissances
- Adama Dramé, musicien burkinabé
- Günther Platter, politicien autrichien
- Iain McColl (mort le 4 juillet 2013), acteur britannique
- Jan Theuninck, artiste-peintre et poète belge
- Louise Erdrich, écrivaine américaine
- Michael Anthony Perry, religieux franciscain américain
- Paolo Barelli, nageur, dirigeant sportif et homme politique italien
- Sławomir Rotkiewicz, pentathlonien polonais
- Saïd Djinnit, diplomate algérien
- Tiku Talsania, acteur indien

## Décès
- Alan Turing (né le 23 juin 1912), mathématicien britannique, qui a permis de casser le code des machines Enigma.

## Événements
- début des activités de Pakistan International Airlines